# Al-Shaddadah (nahija)
Nahija Al-Shaddadah je nahija u okrugu Al-Hasakah, u sirijskoj pokrajini Al-Hasakah. Po popisu iz 2004. (prije rata), nahija je imala 58.916 stanovnika. Administrativno sjedište je u naselju Al-Shaddadah.